# Йоахим фон Малтцан
Йоахим I фон Малтцан (на немски: Joachim I Freiherr Maltzan; * 1492 в дворец Нойбург във Витенберге в Бранденбург; † 20 януари 1556) е фрайхер от стария род Молтцан/Малтцан от Мекленбург, фрайхер на Вартенберг и Пенцлин, императорски фелдмаршал.
Той е най-големият син на „рицар“ Бернд II фон Молтцан († пр. 24 август 1525) и съпругата му Гьодел (Гунделина) фон Алвенслебен († сл. 2 декември 1529/или 1537), дъщеря на Лудолф III фон Алвенслебен († сл. 1437) и Армгард/Ермгард фон Хонлаге (* ок. 1396). Внук е на Йоахим I (Ахим) фон Малтцан († 1473) и Маргарета фон Фос (* ок. 1430).
Йоахим I фон Малтцан заедно с брат му Лудолф е записан през октомври 1504 г. да следва в университета в Лайпциг.
През есента 1505 г. двамата братя са пленени при конфликта между Фридрих фон Пфуел и мекленбургските херцози. Те са освободени след две години. След следването си той е кратко в баварския ддвор и влиза в регимента на Георг фон Фрундсберг. През 1512 г. Малтцан е хауптман при херцога на Милано Масимилиано Сфорца, в служба на Светата лига. През юни 1513 г. той допринася с 6 000 швейцарци за победата над фрацузите в Битката при Новара и 1515 г. в Битката при Мариняно. От него е впечатлен френския крал Франсоа I, и след това той е за осем години на негова диломатическа служба. След пленяването на краля в Битката при Павия Малтцан отива в именията на баща си и започва служба при краля на Бохемия Фердинанд. Той участва през 1526 г. във войната против Янош Заполски и до 1543 г. като „най-главен фелдмаршал“ на Фердинанд в Унгарската гражданска война.
Йоахим I е издигнат за заслугите му 1530 г. от крал Фердинанд от Бохемия на наследствен фрайхер на Малтцан, фрайхер на Вартенберг и Пенцлин и променя името си на „фон Малтцан“. Малтцан получава собственостите Вартенберг в Силезия и Пенцлин в Мекленбург.
През 1551 г. Фердинанд му взема двореца и град Вартенберг. Малтцан се оттегля в родината си и започва дипломатическа служба при протестантския херцог Йохан Албрехт I фон Мекленбург.

## Фамилия
Йоахим I фон Малтцан се жени през август 1523 г. за Бернхардина фон Валдщайн (* 1500; † 29 декември 1575), дъщеря на Ян з Валдщайна († ок. 1530) и фрайин Магдалена Бездружицка з Коловрат († пр. 1541). Те имат шест деца, между тях:
- Йохан Бернхард I фон Малтцан-Вартенберг (* 1526, Граупен; † 7 май 1569, Лублин, погребан във Вартенберг), императорски съветник и главен хауптман на княжествата Опелн/Ополе и Ратибор/Рачибуж, женен 1556 г. за	Елизабет фон дер Ломнитц и Мезерита (* 1530; † 28 ноември 1586, Бреслау); имат син и дъщеря
- дъщеря фон Малтцан, омъжена за Кинеки з Кацов